# 타나카 료코
타나카 료코(일본어: 田中 涼子, 1974년 7월 28일 ~ )는 일본의 여성 성우이다. 소속사는 프로 피트이다.

## 출연작품

### TV 애니메이션
1997년
- 슈퍼 피슁 그랜더 무사시 (카자마 아유코)
- 중화일미! (여자, 여관, 아가씨)
- 초마신영웅전 와타루 (여자아이)

1998년
- 로스트 유니버스 (소녀, 아나운서)
- 슈퍼 피슁 그랜더 무사시RV (여성 계원, 아이A, 선수A)
- DT에이트론 (아이)

2004년
- 하급생2 ~눈동자 속의 소녀들~ (히라사와 히로코)

2005년
- SHUFFLE! (츠보미)

2006년
- Gift ~Eternal Rainbow~ (야지마 이부키)

2007년
- School Days (쿠로다 히카리)
- 아이들의 시간 (호우인 쿄코)

2008년
- H2O -FOOTPRINTS IN THE SAND- (카구라 히나타)
- 사후편지 (후배)
- 연희무쌍 (감녕)

2009년
- 문토 3 하늘을 올려다 본 소녀의 눈동자에 비친 세계 (류에리)

### OVA
1997년
- Agent AIKa (델모게니 블루, 델모게니 화이트)

2006년
- _summer(스다 카스미)

2009년
- 아이들의 시간 2학기(호우인 쿄코)

### 게임
- narcissu SIDE 2nd (마마)

2000년
- 캐슬 판타지아 성마대전 ~리뉴얼~(아리아 가란드)

2003년
- Orange Pocket (카미누마 키리코) : 잇시키 히카루 (一色ヒカル) 명의
- 치한자 토마스 (타치바나 아야네) : 잇시키 히카루 (一色ヒカル) 명의
- 마법소녀 아라모드 (엘레네 실버나) : 잇시키 히카루 (一色ヒカル) 명의
- Clover Heart's (나구모 하쿠토) : 잇시키 히카루 (一色ヒカル) 명의
- 이쪽에서 저쪽까지 (코코노에 하타에) : 잇시키 히카루 (一色ヒカル) 명의

2004년
- ENSEMBLE ~춤추는 날개의 앙상블~ (노노기 세이카) : 잇시키 히카루 (一色ヒカル) 명의
- Forest (마유즈미 카오루) : 잇시키 히카루 (一色ヒカル) 명의
- Orange Pocket -류트·콜넷- (카미누마 키리코)
- 푸른 눈물 (시라토리 유키에)
- 마지프리 -Wonder Cradle- (키타지마 소라) : 잇시키 히카루 (一色ヒカル) 명의
- 3days ~차오르는 시간의 저편에서~ (후지미 타마키) : 잇시키 히카루 (一色ヒカル) 명의
- Dear My Friend ~Love like powdery snow~ (나가무라 사에카) : 잇시키 히카루 (一色ヒカル) 명의
- 히나타붓코 (히이라기 히나타) : 잇시키 히카루 (一色ヒカル) 명의
- 너스에게 맡겨둬 (시라카와 료코) : 잇시키 히카루 (一色ヒカル) 명의
- 친구이상 연인미만 (北里 시구레) : 잇시키 히카루 (一色ヒカル) 명의
- ANGEL BULLET (세라 V 윈터스) : 잇시키 히카루 (一色ヒカル) 명의
- 마마러브 (아키즈키 카오리) : 잇시키 히카루 (一色ヒカル) 명의
- 선생님 좋-아해요2 (앨리스 폰 로젠브라우) : 잇시키 히카루 (一色ヒカル) 명의

2005년
- 소녀는 언니를 사랑하고 있다 PC판 (카지우라 히사코, 타카나시 케이, 코우하라 카야노) : 잇시키 히카루 (一色ヒカル) 명의
- 데이지 체인 ~TERMINATOR GIRL~ (카미시로 요코) : 잇시키 히카루 (一色ヒカル) 명의
- 유노하나 (타카오 츠바키) : 잇시키 히카루 (一色ヒカル) 명의
- School Days (쿠로다 히카리) : 잇시키 히카루 (一色ヒカル) 명의
- 이스IV PS2판 (파미)
- 파스텔 차임 Continue (필 이하트) : 잇시키 히카루 (一色ヒカル) 명의
- 요인 (이치노타니 토우코) : 잇시키 히카루 (一色ヒカル) 명의
- 캐러멜BOX 야루키바코 (후즈키 료코) : 잇시키 히카루 (一色ヒカル) 명의
- _summer (스다 카스미, 타치바나 치즈루) : 잇시키 히카루 (一色ヒカル) 명의
- 아타다키쟝가리안R (미라) : 잇시키 히카루 (一色ヒカル) 명의
- ぼーん・ふりーくす! (우라실) : 잇시키 히카루 (一色ヒカル) 명의
- AYAKASHI (요아케 아키노) : 잇시키 히카루 (一色ヒカル) 명의
- 분부대로★주인님! (아키야마 유에, 사쿠라이 사토코) : 잇시키 히카루 (一色ヒカル) 명의
- 자즙 ~시라카와 3자매에게 맡겨~ (시라카와 료코) : 잇시키 히카루 (一色ヒカル) 명의
- 토모요 애프터 ~It's a Wonderful Life~ (사카가미 토모요) : 잇시키 히카루 (一色ヒカル) 명의
- 야도희참귀행 (쿠사나기 토우) : 잇시키 히카루 (一色ヒカル) 명의
- GALZOO 아일랜드 (하리마오, 뱀씨) : 잇시키 히카루 (一色ヒカル) 명의
- 꿈을 꾸는 약 (키리미야 미즈키) : 잇시키 히카루 (一色ヒカル) 명의
- 소녀는 언니를 사랑하고 있다 PS2판 (카지우라 히사코, 코우하라 카야노)
- SHUFFLE! on the Stage (츠보미) : 잇시키 히카루 (一色ヒカル) 명의

2006년
- I/O (카와하라 사쿠야)
- Pia♥캐롯에 어서오세요!! G.O. ~그랜드 오픈~ (리쿠 후미카) : 잇시키 히카루 (一色ヒカル) 명의
- 만약 내일이 맑다면 (코우사카 아야노) : 잇시키 히카루 (一色ヒカル) 명의
- 알트 (타치바나 시오리) : 잇시키 히카루 (一色ヒカル) 명의
- 설영 -setsuei- (히라야마 나루미) : 잇시키 히카루 (一色ヒカル) 명의
- 이스V PS2판 (마샤, 현혹의 발룩)
- PRINCESS WALTZ (키제, 세실리아) : 잇시키 히카루 (一色ヒカル) 명의
- 양호실 ~매지컬 퓨어 레슨♪~ (쿠온 아케오) : 잇시키 히카루 (一色ヒカル) 명의
- 히다마리 (키사라기 아카리) : 잇시키 히카루 (一色ヒカル) 명의
- 위원장은 승인한다! ~It Is a Next CHOice~ (메어리 숄지니) : 잇시키 히카루 (一色ヒカル) 명의
- H2O -FOOTPRINTS IN THE SAND- (카구라 히나타)
- 블루 블래스터 (프랑소와즈 리페타)
- 섬머데이즈 (쿠로다 히카리) : 잇시키 히카루 (一色ヒカル) 명의
- 츠마시보리 (아오이 사쿠라) : 잇시키 히카루 (一色ヒカル) 명의
- 깊은 산골짜기에 흐르는 노래 (세필리아 라파이에) : 잇시키 히카루 (一色ヒカル) 명의
- 오타쿠☆전속력으로 (사사키 미사오) : 잇시키 히카루 (一色ヒカル) 명의
- Really? Really! (츠보미, 츠치미 린(어린시절)) : 잇시키 히카루 (一色ヒカル) 명의
- 에델 와이스 (후지사키 린) : 잇시키 히카루 (一色ヒカル) 명의

2007년
- 연희무쌍 ~두근☆소녀들의 삼국지 연의~ (감녕) : 잇시키 히카루 (一色ヒカル) 명의
- 그림 그리모어 (오팔네라 레인)
- 엘반디아 스토리 (르네)
- 정혼자 (아이샤, 엘리자로와 그라나 미셸, 미세스 피잔)
- Zwei Worter (와다츠미 사쿠야) : 잇시키 히카루 (一色ヒカル) 명의
- EXE (시라미네 사야) : 잇시키 히카루 (一色ヒカル) 명의
- 그로우 랜서VI (이리스테레사)
- 레콘 키스터 (야시마 미도리) : 잇시키 히카루 (一色ヒカル) 명의
- 사랑하는 소녀와 수호의 방패 PC판 (시스터 리디아) : 잇시키 히카루 (一色ヒカル) 명의
- 리틀 버스터즈! (쿠루가야 유이코)
- 성스러운 신명 -The Spirit of Eternity Sword 2- (나루카나) : 잇시키 히카루 (一色ヒカル) 명의
- 니트로+로얄 -히로인즈 듀얼- (드래곤) : 잇시키 히카루 (一色ヒカル) 명의
- 마브러브 ALTERED FABLE (츠쿠요미 마야) : 잇시키 히카루 (一色ヒカル) 명의
- 아가씨들을 멋대로 하는 게임 (무라타 치카) : 잇시키 히카루 (一色ヒカル) 명의
- √after and another (카구라 호타루, 히이라기 노노미) : 잇시키 히카루 (一色ヒカル) 명의
- Aster (타카스기 와카나) : 잇시키 히카루 (一色ヒカル) 명의
- 세상에서 가장 NG인 사랑 (코우노 아사미) : 잇시키 히카루 (一色ヒカル) 명의
- 내일의 너와 만나기 위해 (미카제 리카) : 잇시키 히카루 (一色ヒカル) 명의
- Clover Point (이나모리 마호시) : 잇시키 히카루 (一色ヒカル) 명의
- 피리어드 (미즈하라 츠즈미) : 잇시키 히카루 (一色ヒカル) 명의

2008년
- 연희†몽상 ~움찔 소녀 투성이의 삼국지 연의~ (감녕)
- 유니티마리아쥬 ~두 사람의 신부~ (유우키 오토메) : 잇시키 히카루 (一色ヒカル) 명의
- 냉철냉정 그래서 XXX !! (쿠인 토우코) : 잇시키 히카루 (一色ヒカル) 명의
- 오토메 크라이시스 (호시자키 히로) : 잇시키 히카루 (一色ヒカル) 명의
- 어둠의 목소리 ZERO (사요코) : 잇시키 히카루 (一色ヒカル) 명의
- School Days L×H (쿠로다 히카리)
- 사쿠라 슈트랏세 (클라우디아 클레멘트) : 잇시키 히카루 (一色ヒカル) 명의
- 노스트라다무스에게 물어봐♪ (티아) : 잇시키 히카루 (一色ヒカル) 명의
- 늦여름 문안 인사 올립니다. ~너와 보냈던 그날과 지금과~ (오오세우치 아리사) : 잇시키 히카루 (一色ヒカル)
- 전투 처녀 발키리2「주여, 추잡한 저를 용서해 주세요……」 (아리샤) : 잇시키 히카루 (一色ヒカル) 명의
- 사쿠란보 슈트랏세 (클라우디아 클레멘트) : 잇시키 히카루 (一色ヒカル) 명의
- H2O 플러스 (카구라 히나타)
- 리아리아DS (츠보미, 츠치미 린(어린시절)) : 잇시키 히카루 (一色ヒカル) 명의

2009년
- 츤인 그녀 데레인 그녀 (오가사와라 코즈에) : 잇시키 히카루 (一色ヒカル) 명의
- 메모리아 (사쿠라자카 유카리) : 잇시키 히카루 (一色ヒカル) 명의
- SHUFFLE! Essence+ (츠보미) : 잇시키 히카루 (一色ヒカル) 명의
- 요스가노 소라(이후쿠베 야히로): 잇시키 히카루 (一色ヒカル) 명의
- 하루카나소라(이후쿠베 야히로): 잇시키 히카루 (一色ヒカル) 명의
- 가넷 크레이들(에마, 마리코)

## 같이 보기
- 나카다 카요
- 야나세 나츠미
- 히토미
- 잇시키 히카루